# Doris von Scheliha

Doris von Scheliha

Doris von Scheliha auch: Maria Doris von Scheliha (* 29. Juli 1847 in Breslau; † 11. Oktober 1925 ebenda) war eine deutsche Schriftstellerin. Sie publizierte auch unter den Namen Doris von Spättgen und Doris Matuschka von Toppolczan Freiin von Spättgen.

## Leben
Doris von Scheliha entstammte einem alten böhmischen katholischen Adelsgeschlecht. Im Alter von 17 Jahren wurde sie auf Schloss Ostrawe mit Karl Joachim von Scheliha verheiratet. 1873 ging das Paar nach Amerika. Doris von Scheliha blieb bis 1878 in New York. Im Umgange mit dem Diplomaten und Dichter Bayard Taylor und anderen Intellektuellen fand sie selbst zur Schriftstellerei. Nach ihrer Rückkehr nach Europa wurde die Ehe geschieden, und sie nahm ab 1879 ihren dauernden Aufenthalt in Breslau, wo sie im Jahre 1925 verstarb.

## Werke
- Durch Sturm zum Hafen. Erzählung. Janke, Berlin 1884. (Digitalisat)
- Des Amerikaners Wort. Roman. Janke, Berlin 1885. (Digitalisat)
- Sphinx. Roman. Reißner, Leipzig 1886.
- Frauenlehn. Roman. 2 Bände. Schottlaender, Breslau 1887.
- Fremdes Blut. Roman. Velhagen & Klasing, Bielefeld 1886.
- Fee. Roman. Haas, Mannheim 1889.
- Mater Innocentia. Historischer Roman. Reißner, Leipzig 1889.
- William. Roman aus dem deutsch-amerikanischen Leben. Reißner, Leipzig 1889.
- Ione. Roman. 2 Bände. Pierson, Dresden/Leipzig 1889.
- Schatten. Roman. Deutsche Verlags-Anstalt, Stuttgart 1890.
- Plein air. Novelle. Reißner, Leipzig 1890.
- Amerikanische Existenzen. Erinnerungen eines Deutschen. Ottmann, Leipzig 1891.
- Der Erbfeind. Erzählung. Friedrich, Leipzig 1892.
- Ein Vorurteil. Roman. 2 Bände. Reißner, Leipzig 1892.
- Gespenster. Rübezahl. Novellen. Costenoble, Jena 1893.
- Von Bruderhand. Roman. 2 Bände. Reißner, Leipzig 1893.
- Aus den Wolken. Novelle. Eckstein, Berlin 1894.
- Kein Herz. Novelle. Eckstein, Berlin 1894.
- Gefährliche Waffen. Roman. 2 Bände. Reißner, Dresden/Leipzig 1894.
- Lose Blätter. Neue Novellen. Berger, Leipzig 1895.
- Nur die Hälfte. Erzählung. Eckstein, Berlin 1895.
- Der Schein. Roman. Constenoble, Jena 1895.
- Ihr Regiment. Erzählung aus dem Offiziersleben. Eckstein, Berlin 1896.
- Die bürgerliche Tante. Erzählung. Eckstein, Berlin 1896.
- Gift. Roman. 1896.[1]
- Nautilus. Ein kleiner Roman. Heimatlos. Novelle. Hillger, Berlin 1897. (Kürschners Bücherschatz 18)
- Um fünfzig Gulden. Um nichts. Erzählungen. Wolter, Anklam 1897.
- Arbeitskraft. Roman. 2 Bände. Reißner, Dresden/Leipzig 1898.
- Glücksſpiel. Roman. Pierson, Dresden 1900.
- Meteor. Roman. Pierson, Dresden/Leipzig 1902.
- Zwischen Unrecht und Recht. Roman. 1903.[2]
- Sein Erbe. Roman. Schall, Berlin 1904.
- Rache. Roman. 1904.[3]
- Pars Diaboli. (Des Teufels Anrecht.) Roman. Habbel, Regensburg 1905.
- Sein und Werden. Roman. Goldschmidt, Berlin 1908.
- „Steh feſt.“ Roman. Schall, Berlin 1908.
- Der Sieger. Roman. Schall, Berlin 1911.
- Farbenſpiele. Neue Novellen. Fredebeul & Koenen, Essen 1912.
- Die alte Generation. Roman. Gerstenberg, Leipzig 1915.
- Die höhere Pflicht. Roman. Goldschmit, Berlin 1915.
- Irrlicht. Roman. Rothbarth, Leipzig 1919.